# Ceca de Cerit

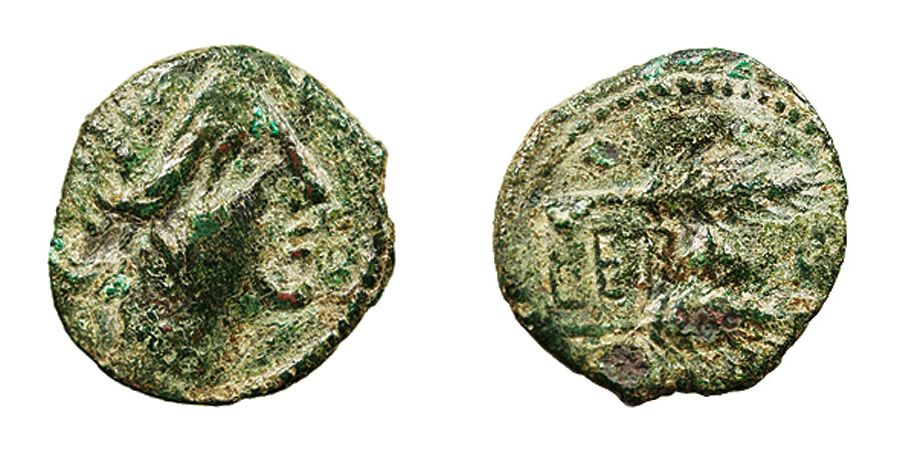
Semis de Cerit

La ceca de Cerit, «probablemente localizada en Jerez de los Caballeros» (Badajoz), acuñó dos series de monedas en bronce durante la primera mitad del siglos I a. C.

## Fuentes numismático-arqueológicas

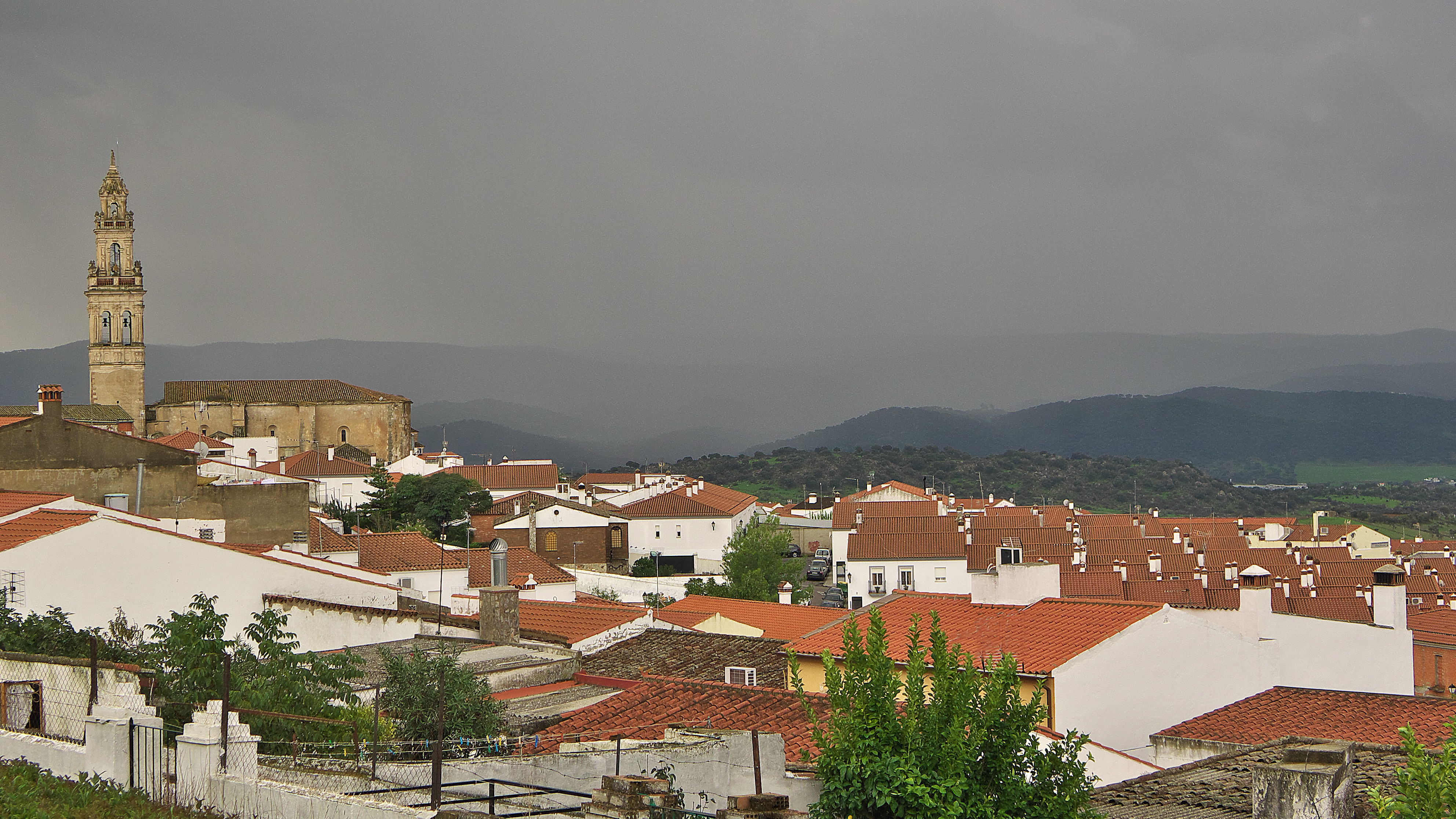
Jerez de los Caballeros.